# 高鰭可哥鮋
高鰭可哥鮋為輻鰭魚綱鮋形目鮋亞目絨皮鮋科的其中一種，為溫帶海水魚，分布於西南太平洋豪勳爵島海域，體長可達3.2公分，棲息在底層水域，生活習性不明。

## 扩展阅读
維基物種上的相關：高鰭可哥鮋